# Camp de base de l'Everest
Il existe deux camps de base de l'Everest, le premier versant sud (côté népalais) se trouve à 5 364 mètres d'altitude, au pied du glacier du Khumbu, le second versant nord (côté tibétain) se situe à 5 154 mètres d'altitude, au pied du glacier du Rongbuk.

## Description

### Camp versant népalais
(28° 00′ 26″ N, 86° 51′ 34″ E)

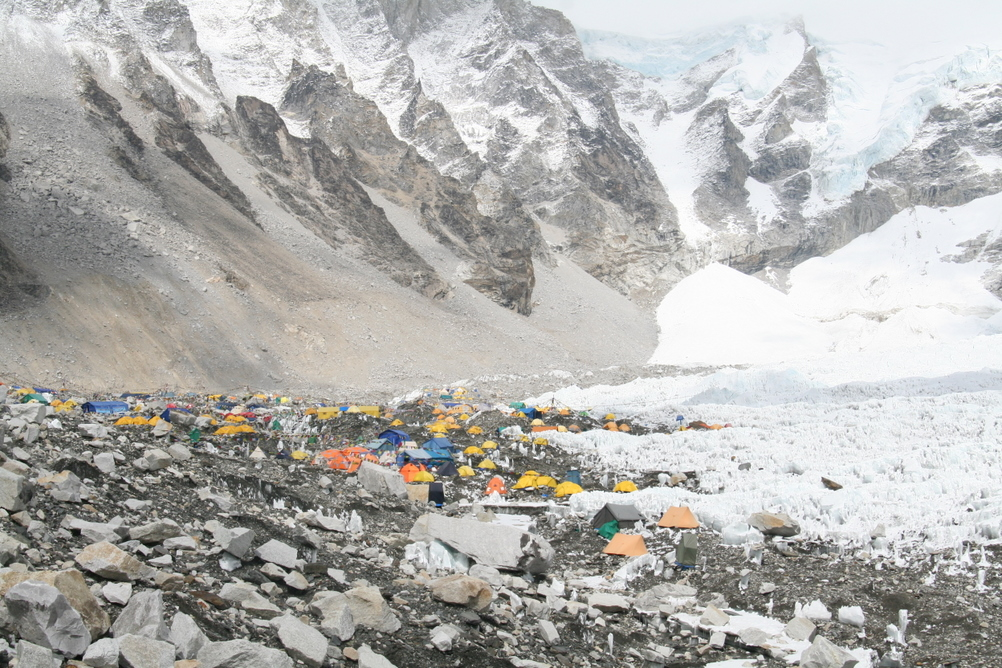
Camp de base du versant népalais.

C'est la base logistique des différentes expéditions qui ont lieu chaque année sur l'Everest depuis le Népal et ouvre notamment la voie à la cascade de glace du Khumbu. C'est aussi le terminus des trekkings permettant de s'approcher au plus près de l'Everest et de grimper sur le Kala Patthar, célèbre pour sa vue sur le massif de l'Everest,,.
La plupart des alpinistes y restent plusieurs jours pour s'acclimater à l'altitude et éviter le mal aigu des montagnes. En saison, ce sont 1 500 personnes qui s'affairent dans ce camp : commerçants, cuisiniers, porteurs, médecins, guides.
Au début de la saison 2015, il est détruit par une avalanche.

### Camp versant tibétain
(28° 08′ 29″ N, 86° 51′ 05″ E)

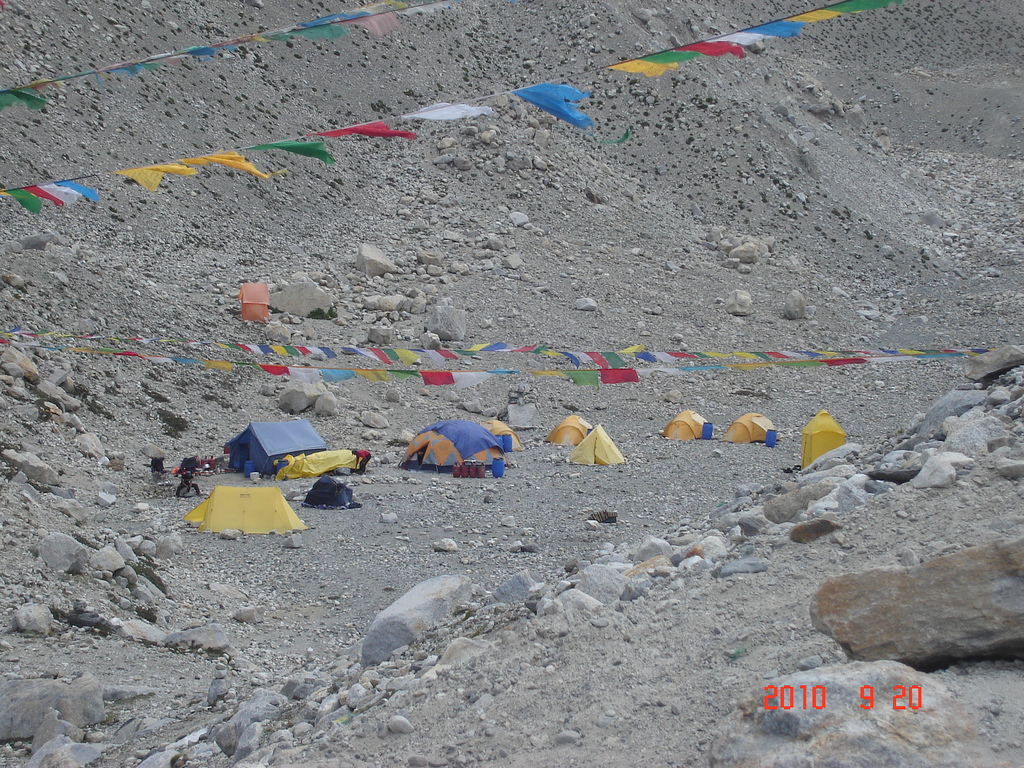
Camp de base du versant tibétain : la partie réservée aux alpinistes.

Le camp de base, situé à une altitude de 5 200 mètres, est divisé en deux parties.
La première est le camp de base à proprement parler. Il se trouve à la fin de la piste qui part de Tingri (village tibétain situé sur la route qui va jusqu'au Népal), traverse la réserve naturelle du Qomolangma et dépasse le monastère de Rongbuk.
La seconde partie est la seule accessible aux touristes. Elle est située sur la dernière centaine de mètres de la piste menant au camp de base des expéditions. Cette attraction touristique est constituée d'une trentaine de tentes qui servent de « restaurants/magasins » durant la journée et d'hôtels pendant la nuit.
La poste chinoise a installé une petite tente qui fait office de bureau de poste le plus élevé au monde. Ce dernier permet d'envoyer des cartes postales marquées d'un tampon spécial, une sorte de « preuve/certificat » dont les touristes chinois sont très friands. Ces cartes pré-timbrées ne peuvent être expédiées que pour la Chine.
Le camp de base est suivi du « camp de base avancé » à 6 500 m.

## Histoire
Jusque environ la première moitié du XXe siècle, le Népal est fermé et les ascensions partent du côté tibétain. Vers 1950, l'inverse se produit avec la mainmise sur le Tibet par la Chine, qui clôt le pays, alors que le Népal s'ouvre.
Au début des années 2000, le côté sud reste dominé par les organisateurs professionnels, alors que le nord, selon la volonté du gouvernement chinois de développer l'activité, voit passer de plus en plus d'individus sans encadrement commercial ; ce versant offre alors des permis moins chers. Plusieurs années après, les rapports sont inversés, le côté tibétain devenant plus couteux. Les autorités chinoises délivrent trois fois moins de permis que les népalaises, respectivement 150 et 450.